# Mistrovství Českého svazu fotbalového 1912
Il Mistrovství Českého svazu fotbalového 1912, abbreviato in Mistrovství ČSF, prima edizione del torneo vide la vittoria dell'AC Sparta. Le squadre vincenti dei 4 gruppi ("Čechy A", "Čechy B", "Morava" e "Plzeň") si sarebbero affrontate nelle semifinali: le vincenti dei due incontri avrebbero disputato la finale per vincere il torneo.

## Gruppo Čechy A
Furono realizzate 126 reti in 28 incontri per una media di 4,5 reti a partita.
|   | Classifica         | G | V | N | P | GF | GS | DR  | Pti |
| - | ------------------ | - | - | - | - | -- | -- | --- | --- |
| 1 | Sparta             | 7 | 7 | 0 | 0 | 23 | 6  | +17 | 14  |
| 2 | Slavia Praga       | 7 | 5 | 0 | 2 | 22 | 6  | +16 | 10  |
| 3 | Kladno             | 7 | 5 | 0 | 2 | 22 | 9  | +13 | 10  |
| 4 | Viktoria Žižkov    | 7 | 5 | 0 | 2 | 22 | 18 | +4  | 10  |
| 5 | Olympia Praga VII* | 7 | 2 | 1 | 4 | 7  | 23 | -16 | 4   |
| 6 | ČAFC Vinohrady     | 7 | 2 | 0 | 5 | 16 | 10 | -6  | 4   |
| 7 | Meteor Praga VIII  | 7 | 1 | 0 | 6 | 7  | 29 | -22 | 2   |
| 8 | Pardubice          | 7 | 0 | 1 | 6 | 7  | 20 | -13 | 0   |

*Con il nome SK Olympia Praha I.

## Gruppo Čechy B
|   | Classifica   |
| - | ------------ |
| 1 | Kolín        |
| 2 | SK Praga VII |
| 3 | Vršovice     |

## Gruppo Morava
|   | Classifica           | G | V | N | P | Pti |
| - | -------------------- | - | - | - | - | --- |
| 1 | Moravská Slavia Brno | 3 | 3 | 0 | 0 | 6   |
| 2 | Hanácká              | 3 | 2 | 0 | 1 | 4   |
| 3 | Přerov               | 3 | 1 | 0 | 2 | 2   |
| 4 | Union Žižkov         | 3 | 0 | 0 | 3 | 0   |

## Gruppo Plzeň
|   | Classifica |
| - | ---------- |
| 1 | Plzeň      |

## Semifinali
| Squadra 1 | Risultato | Squadra 2            |
| --------- | --------- | -------------------- |
| Sparta    | 6-3       | Moravská Slavia Brno |
| Kolín     | 3-2       | Plzeň                |

## Finale
| Squadra 1 | Risultato | Squadra 2 |
| --------- | --------- | --------- |
| Sparta    | 1-1       | Kolín     |

## Replay della Finale
| Squadra 1 | Risultato | Squadra 2 |
| --------- | --------- | --------- |
| Sparta    | 4-0       | Kolín     |